# Maigret à Vichy
Maigret à Vichy est un roman policier de Georges Simenon publié en 1968. Il fait partie de la série des Maigret. Son écriture s'est déroulée entre les 5 et 11 septembre 1967.

## Résumé
Maigret fait une cure à Vichy quand a lieu dans cette ville l'assassinat d'Hélène Lange. Un ancien inspecteur de Maigret devenu commissaire à Clermont-Ferrand, Lecœur, dirige l'enquête à laquelle Maigret s'intéresse tout en poursuivant sa cure et ses promenades avec son épouse.
La personnalité de la victime intrigue les enquêteurs. Originaire d'une famille modeste des environs de La Rochelle, elle a été employée à Paris, puis a vécu en rentière à Nice et était installée à Vichy depuis neuf ans ; on ne lui connaissait aucune fréquentation, mais on apprend qu'elle recevait à dates plus ou moins fixes des versements importants qu'elle allait toucher dans diverses villes.
L'interrogatoire de Francine Lange, sœur de la victime, révèle qu'à Paris, Hélène avait un amant. Cependant, immédiatement après l'enterrement d'Hélène, Francine quitte précipitamment la ville pour regagner La Rochelle où elle dirige un important salon de coiffure. Qu'a-t-elle à cacher ? La police apprend qu'elle a été effrayée par un coup de téléphone de l'assassin reçu la veille. Une surveillance des cabines téléphoniques aboutit à l'arrestation de Louis Pélardeau, dont l'interrogatoire éclaire l'affaire.
Pélardeau était l'amant parisien d'Hélène. À l'époque, Francine travaillait aussi à Paris tout en ayant plusieurs liaisons. Lorsque Francine a été enceinte, Hélène a annoncé à Pélardeau qu'elle était elle-même enceinte et l'a congédié par « convenances ». Elle a accompagné Francine dans un hameau bourguignon où elles étaient inconnues et quand l'enfant est né, il a été inscrit à l'état civil comme enfant d'Hélène. Cette dernière, sans révéler son adresse, a demandé à Pélardeau l'argent nécessaire pour élever ce fils que, toujours par « convenances », l'industriel ne devait voir qu'à sa majorité. Ceci explique les grosses sommes que touchait Hélène et le salon de coiffure important de Francine. À Vichy où il faisait une cure, Pélardeau a retrouvé Hélène et a exigé d'elle des nouvelles de l'enfant devenu sa raison de vivre. Devant son mutisme, emporté par la colère, il l'a empoignée à la gorge et l'a étranglée sans le vouloir vraiment. Il ignorait ce que lui révèlent les policiers : l'enfant était mort en bas âge dans une famille vosgienne où il avait été mis en nourrice. 
Maigret espère que la dignité et la naïveté de Pélardeau le feront acquitter.

## Aspects particuliers du roman
Outre la peinture d’un être vivant dans une « solitude à l’état pur », le roman montre un Maigret qui se sent vieillir, se soucie de sa santé et regarde d’un œil souvent sérieux, mais aussi parfois détaché et amusé, les façons de procéder d’un de ses anciens collaborateurs. De plus,[Maigret étant en cure et en dehors du territoire dans lequel il peut exercer ses fonctions, l’enquête est suivie de l’extérieur et l’atmosphère de vacances passées en compagnie de Mme Maigret tient une place considérable qui s’affirme dès le premier chapitre.

## Fiche signalétique de l'ouvrage

### Cadre spatio-temporel

#### Espace
Vichy. Références à Paris, La Rochelle, Nice,
Mesnil-le-Mont (Bourgogne), Saint-André-de-Lavion (Vosges). 

#### Temps
Époque contemporaine ; l’enquête dure quatre jours et se déroule en juillet. 

### Les personnages

#### Personnage principal
Hélène Lange, la victime. Rentière. Célibataire. 48 ans.

#### Autres personnages
- Francine Lange, sœur d’Hélène, coiffeuse à La Rochelle, 40 ans
- Louis Pélardeau, industriel fortuné, la soixantaine
- Désiré Lecœur, commissaire de police de Clermont-Ferrand, ancien inspecteur de Maigret, 48 ans.

## Éditions
- Prépublication en feuilleton dans Le Figaro du 2 décembre 1967 au 3 janvier 1968
- Édition originale : Presses de la Cité, 1968
- Livre de Poche n° 14216, 1998  (ISBN 978-2-253-14216-4)
- Tout Simenon, tome 13, Omnibus, 2003  (ISBN 978-2-258-03303-0)
- Maigret à la campagne, Omnibus, 2005  (ISBN 978-2-258-06789-9)
- Tout Maigret, tome 8, Omnibus,  2019  (ISBN 978-2-258-15049-2)

## Adaptation
- Maigret à Vichy, téléfilm français d'Alain Levent avec Jean Richard, diffusé en 1984.

## Source
- Maurice Piron, Michel Lemoine, L'Univers de Simenon, guide des romans et nouvelles (1931-1972) de Georges Simenon, Presses de la Cité, 1983, p. 388-389  (ISBN 978-2-258-01152-6)